# Krudum
Krudum (někde uváděný pod starším názvem Chrudim) je významný vrchol Krásenské vrchoviny, která leží v severní části Slavkovského lesa. Nachází se 2 km jihovýchodně od Hruškové a 5 km západně od Horního Slavkova, těsně za hranicí CHKO Slavkovský les. Hora je dnes souvisle zalesněna smrkovými monokulturami. Je však také opředena množstvím záhad a pověstí.

## Název
Název Krudum je unikátní a pochází již z keltského období a často byl zapisován ve zkomoleném tvaru: Crutum, Krutum, Crutam, nebo Gruthum. V roce 1947 se však nově příchozí obyvatelé (za vysídlené Němce) domnívali, že je germánského původu, a proto horu přejmenovali na podobně znějící Chrudim.
Na státních mapách se vrchol nazýval i Tábor, tento název je doložen ve vydáních z let 1955, 1977 a 1980. Název Chrudim je doložen ve vydáních státních map z let 1980 a 1990. Přičemž jen na vydání z roku 1990 je uveden pouze název Chrudim. V ostatních vydáních jsou v různých kombinacích uvedeny všechny tři názvy.
Název Krudum se oficiálně opětovně začal používat od 1. ledna 2009. Změnu názvu iniciovala obecně prospěšná společnost Krudum ve spolupráci s městským úřadem Horní Slavkov, který v roce 2008 podal žádost na přejmenování hory k Českému úřadu zeměměřickému a katastrálnímu.

## Vrcholy

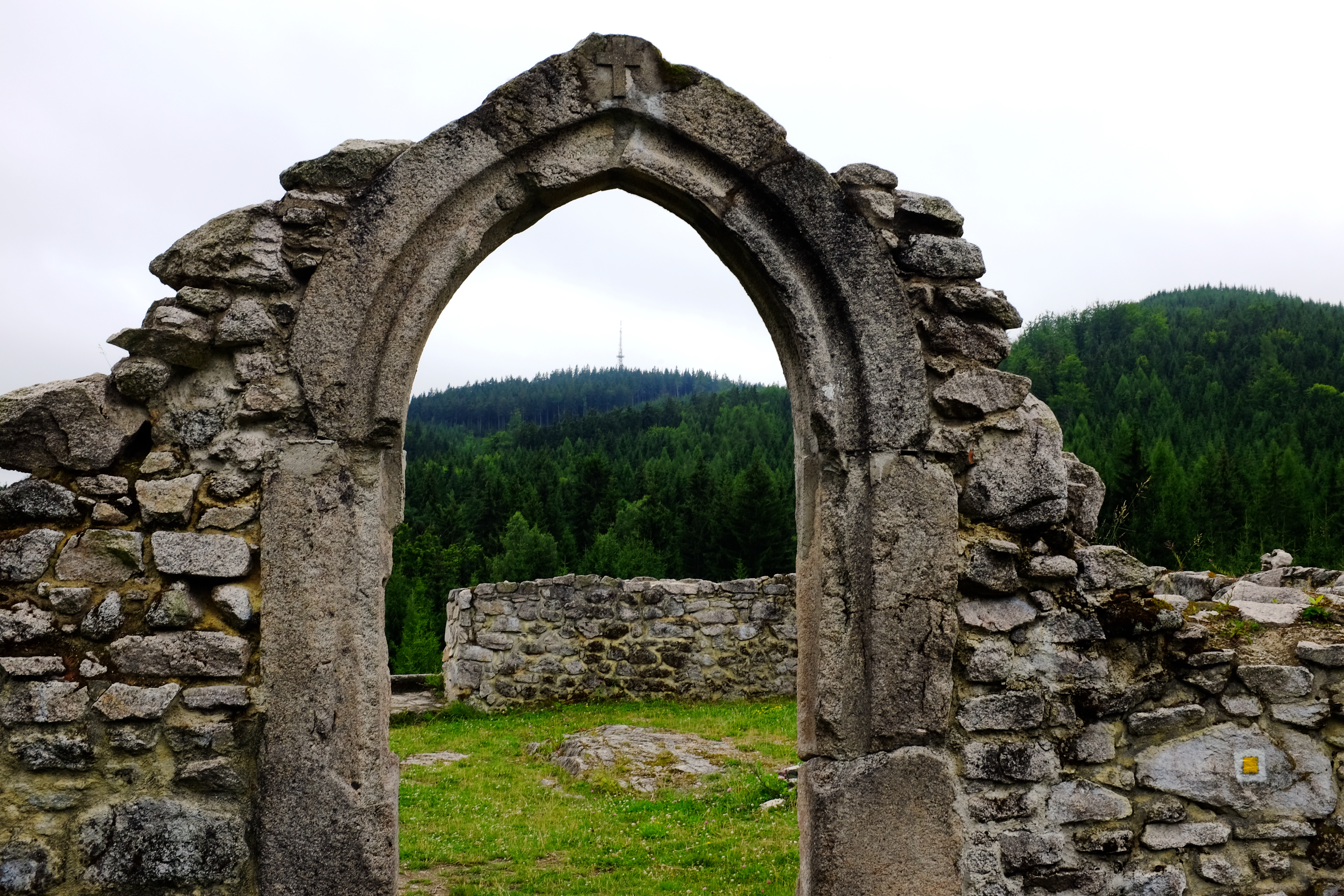
Pohled na rozhlednu na JV vrcholu od pozdně románského kostela sv. Mikuláše

Krudum má celkem 3 vrcholy:
Krudum – hlavní vrchol, 839 m n. m., souřadnice 50°8′24″ s. š., 12°43′30″ v. d..
 Na tomto vrcholu je tzv. Francouzský kámen, což je starý geodetický bod z prvního topografického měření v Rakousko-Uhersku. V průběhu roku 2002 se na něm krátce objevil tepaný železný kříž, protože ten, kdo jej na stélu umístil se domníval, že se jedná o podstavec božích muk.
Krudum – JV vrchol, 838 m n. m., souřadnice 50°8′12″ s. š., 12°43′41″ v. d..
Je vzdálen od hlavního vrcholu 430 m a SV od něj stojí rozhledna Krudum.
Krudum – JJZ vrchol, 832 m n. m., souřadnice 50°8′13″ s. š., 12°43′18″ v. d..
Je vzdálen od hlavního vrcholu 420 m.

## Geologie
Vrch Krudum je suk budovaný granity karlovarského žulového masívu na zdvižené kře nad zlomovým svahem do Sokolovské pánve.

## Rozhledny na vrcholu

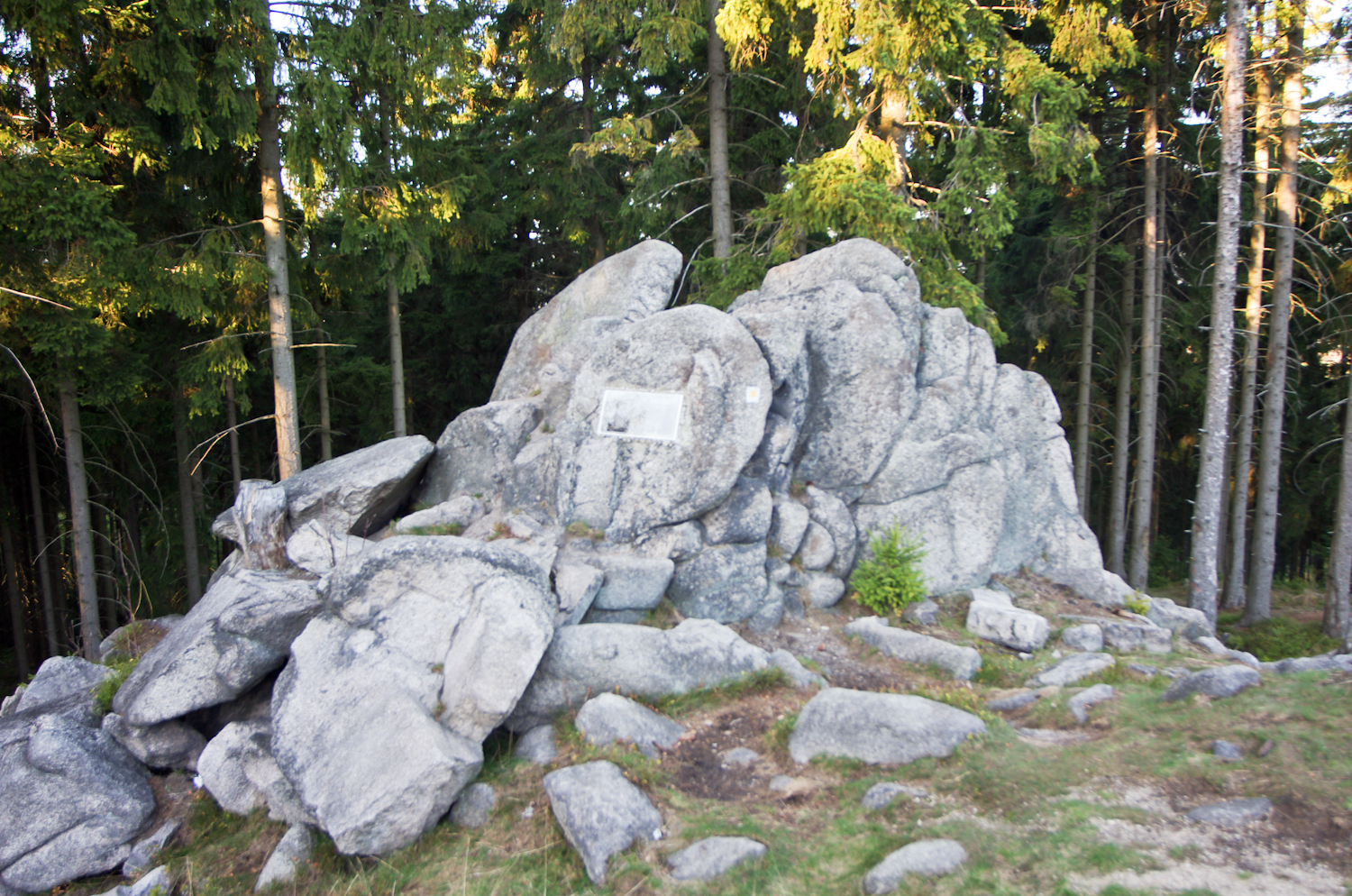
Skalní útvar u rozhledny Krudum.

V roce 1894 je na fotografii vrcholu, pořízené členem turistického chebského spolku Aloisem Johnem zobrazena poměrně mohutná dřevěná věž. O věži nejsou dostupné žádné další informace kromě toho, že na ní mohlo vystoupat maximálně 10 lidí.
Na vedlejším, jihovýchodním vrcholu Krudumu (838 m n. m.) byla v roce 1932 otevřena 10 m vysoká kamenná rozhledna zvaná Kempfova věž. Byla pojmenována na počest místního rodáka, lékaře Andrease Kempfa, který žil v nedalekém Třídomí – dnes již zaniklé osadě na úpatí hory. Po druhé světové válce přestala být rozhledna udržovaná a v roce 1981 byly zbytky zdiva srovnány se zemí podnikem Státní statky Rovná.
Kempfovu věž připomíná pamětní deska umístěná na skalním útvaru poblíž místa, kde věž stála.
V roce 2008 (oficiální otevření 15. října 2008) byla poblíž jihovýchodního vrcholu zpřístupněna třetí rozhledna. Jedná se o ocelovou příhradovou konstrukci vysokou 60 m s vyhlídkovou plošinou umístěnou ve výšce 29,5 m, která primárně slouží pro telekomunikační účely.